# المقدار المخصوم (اختلال ضال)
«المقدار المخصوم» (بالإنجليزية: Breakage)‏ هي الحلقة الخامسة للموسم الثاني من مسلسل إيه إم سي التلفزيوني الدرامي اختلال ضال. كتبها مويرا والي-بيكت وأخرجها يوهان رينك، بُثَّت على إيه إم سي في 5 أبريل 2009.

## وصلات خارجية
- «المقدار المخصوم» على إيه إم سي (بالإنجليزية)
- «المقدار المخصوم» على قاعدة بيانات الأفلام على الإنترنت (بالإنجليزية)